# Novo Horizonte (kommun i Brasilien, Bahia)
Novo Horizonte är en kommun i Brasilien.   Den ligger i delstaten Bahia, i den östra delen av landet, 700 km nordost om huvudstaden Brasília. Antalet invånare är 10 673.
I omgivningarna runt Novo Horizonte växer huvudsakligen savannskog. Runt Novo Horizonte är det glesbefolkat, med 11 invånare per kvadratkilometer.